# Старолеушковская
Старолеушковская — станица в Павловском районе Краснодарского края.
Административный центр Старолеушковского сельского поселения.
Население — 5 660 жителей (2002), третье место по району.

## География
Станица расположена на берегах реки Челбас (бассейн Азовского моря), в 19 км южнее районного центра — станицы Павловской. Ближайшая железнодорожная станция расположена в 12 км восточнее в станице Новолеушковской.

## Административное устройство
Станица Старолеушковская, вместе со станицей Украинской (750 жителей) образует Старолеушковское сельское поселение.
Площадь 1528 га, население 6 445 жителей.

## История
Леушковское куренное селение, основанное в 1794 году, — одно из первых 40, основанных черноморскими казаками на Кубани. Название перенесено с куреня Запорожской Сечи, который был назван по селу Леухи (ныне Винницкой области). С 1821 года — Старолеушковское, после основания Новолеушковского селения. Станица долгое время являлась селением казачьего рода Околот.
До 1920 года станица Старолеушковская входила в Ейский отдел Кубанской области.

## Известные уроженцы
- Герой Социалистического Труда Иван Голуб

## Население
| 1939 | 1959  | 1979  | 2002  | 2010  | 2021  |
| ---- | ----- | ----- | ----- | ----- | ----- |
| 5727 | ↗5805 | ↗5821 | ↘5660 | ↘5251 | ↗5301 |

Национальный состав
По данным переписи 1926 года по Северо-Кавказскому краю, в населённом пункте числилось 1343 хозяйства и 6521 житель (3106 мужчин и 3415 женщин), из которых украинцы — 89,82 % или 5857 чел., русские — 9,14 % или 596 чел.